# Оборотень (фильм, 2000)
«Оборотень» (англ. Ginger Snaps, дословно — «Джинджер выходит из себя») — канадский фильм ужасов 2000 года, снятый режиссёром Джоном Фоусетом. Премьера фильма состоялась 1 августа 2000 года. В 2004 году вышло два фильма по мотивам «Оборотня»: сиквел под названием «Сестра оборотня» и приквел «Рождение оборотня».

## Сюжет
Две неразлучные сестры Джинджер и Бриджит являются своеобразными изгоями в своём небольшом захолустном городке: они носят чёрное, не приемлют каких-либо общепринятых правил и сторонятся других людей. Кроме того двум сёстрам оказывается близкой эстетика смерти -  даже в качестве своего школьного проекта они предложили набор фотографий, на которых они изобразили различные варианты своей смерти. Ситуация ещё осложняется и тем, что обе сестры поклялись покончить жизнь самоубийством после достижения совершеннолетия. Однако вскоре жизнь обеих сестёр начинает кардинально меняться.
Всё начинается с того, что обе они захотели жестоко отомстить одной из своих одноклассниц, похитив её собаку и инсценировав её убийство неким монстром-чудовищем. Вскоре монстр действительно совершает нападение, но не по задумке сестёр, а в реальности, сильно ранив Джинджер и попав под колёса автомобиля наркоторговца Сэма. Немногим позже выясняется, что этим монстром был оборотень, после чего укушенная им Джинджер начинает меняться на глазах: она взрослеет, изменяется её поведение, привычки и мировоззрение, она начинает носить вызывающе-сексуальную одежду и знакомиться с молодыми людьми.
Но в то же время она претерпевает метаморфозы иного рода - становится агрессивной и опасной, всё ближе к сущности оборотня. А в это время Бриджит пытается сделать выбор: находиться ли ей возле постоянно меняющейся сестры и сохранить ей верность, или отказаться от неё в пользу своей безопасности.

## В ролях
| Актёр            | Роль                 |
| ---------------- | -------------------- |
| Эмили Перкинс    | Бриджит Фицджеральд  |
| Кэтрин Изабель   | Джинджер Фицджеральд |
| Крис Лемке       | Сэм МакДональд       |
| Мими Роджерс     | Памела Фицджеральд   |
| Джесси Мосс      | Джейсон МакКарди     |
| Даниэль Хэмптон  | Трина Синклэр        |
| Джон Бурджеос    | Генри Фицджеральд    |
| Питер Келеган    | Мистер Уэйн          |
| Кристофер Редман | Бен                  |
| Джимми МакИннис  | Тим                  |
| Линдси Лиз       | Медсестра Фэрри      |
| Уэнди Фулфорд    | Мисс Сайкс           |

## Производство
Съёмки фильма проходили в период с 25 октября по 6 декабря 1999 года в Канаде недалеко от Торонто. Однако идея создания подобного фильма у режиссёра Джона Фоусета возникла ещё в 1995 году, когда он встречался со сценаристом Карен Уолтон. Планировалось даже выпустить фильм годом ранее в 1998 году, но из-за финансовых и организационных проблем фильм вышел лишь в 2000 году.
В качестве производителей фильма выступили следующие организации:
- Water Pictures
- Unapix Films
- TVA International
- The Ontario Film and Television Tax Credit
- The Movie Network
- Tattersall Sound
- Telefilm Canada
- Space: The Imagination Station
- Oddbod Productions
- Motion International
- Lions Gate Films
- Copper Heart Entertainment
- Casablanca Sound and Picture
- Canadian Television Fund
- Canadian Film or Video Production Tax Credit

## Награды и номинации
- 2000 — специальное упоминание жюри кинофестиваля в Торонто за лучший канадский фильм
- 2002 — премия «Сатурн» за лучший релиз на DVD
- 2002 — премия Canadian Comedy Awards за лучший оригинальный сценарий (Карен Уолтон)
- 2002 — премия International Horror Guild Award за лучший фильм
- 2002 — три номинации на премию «Джини»: лучшая операторская работа (Том Бест), лучший монтаж (Бретт Салливан), лучший звук

## Саундтрек
| №   | Название                              | Исполнитель                  | Длительность |
| --- | ------------------------------------- | ---------------------------- | ------------ |
| 1.  | «Inside You»                          | Godhead                      | 3:31         |
| 2.  | «Pipe Dream»                          | Project 86                   | 4:35         |
| 3.  | «Siberian Kiss»                       | Glassjaw                     | 3:50         |
| 4.  | «The Silent Acquiescence Of Millions» | Sinch                        | 8:44         |
| 5.  | «Temple From The Within»              | Killswitch Engage            | 3:45         |
| 6.  | «First Commandment»                   | Soulfly (feat. Chino Moreno) | 4:29         |
| 7.  | «Cloning Technology»                  | Fear Factory                 | 5:52         |
| 8.  | «A Night Like This»                   | Professional Murder Music    | 3:28         |
| 9.  | «Desire To Fire»                      | Machine Head                 | 4:49         |
| 10. | «Burial For The Living»               | Hatebreed                    | 1:40         |
| 11. | «Pin Cushion»                         | Saliva                       | 4:49         |
| 12. | «Of One Blood»                        | Shadows Fall                 | 4:45         |
| 13. | «Action Radius»                       | Junkie XL                    | 3:53         |
| 14. | «Her Ghost In The Fog»                | Cradle Of Filth              | 6:24         |